# Gunnar Cedervall
Gunnar Johan Martin Cedervall, född 22 mars 1927 i Limhamns församling, Malmöhus län, död 16 juli 2004 i Fayence, Frankrike (folkbokförd i Stockholm), var en svensk arkitekt.
Cedervall, som var son till av civilingenjör, läroverksadjunkt Ivar Cedervall och småskollärarinna Gunborg Jonasson, avlade studentexamen i Stockholm 1948 och utexaminerades från Kungliga Tekniska högskolan 1954. Han anställdes hos arkitekt Hakon Ahlberg 1953, var förste assistent vid Kungliga Tekniska högskolan 1957–1959, anställd hos arkitekterna Lennart Uhlin och Lars Malm 1955–1956 och 1959 och bedrev egen arkitektverksamhet från 1960, Cedervall & Holm Arkitektkontor AB. Han var även anställd vid Skolöverstyrelsen från 1963 och anlitades av SIDA för skolbyggnadsprojekt i Afrika och i arabvärlden.
Cedervall gjorde sig främst känd som skolarkitekt, ett område inom vilket han ansågs vara en nytänkare. Hans skolor i Jordbro och Flemingsberg var några av de första i Sverige som integrerades i centrumanläggningar. Han medverkade även till att centralkapprummen i högstadieskolorna slopades. Han ritade även bland annat hotell, idrottshallar, äldreboenden, barnstugor och centrumanläggningar.
Gunnar Cedervall är gravsatt i minneslunden på Skogskyrkogården i Stockholm.

## Verk i urval
- Skola i Ödåkra
- Skola i Kävlinge
- Jordbromalmsskolan i Haninge
- Skola i Flemingsberg, Huddinge
- Söderviksskolan i Upplands Väsby
- Hammarbacksskolan i Vallentuna
- Gymnasieskolor i Landskrona och Danderyd
- Hotell Köja i Årefjällen
- Typskolor för den algeriska landsbygden
- Ombyggnad av en biograf för Moçambiques parlament
- Sveriges ambassad i Maputo